# キサントキシン
キサントキシン(xanthoxin)は植物ホルモンのアブシシン酸の生合成中間体である。